# Dianthus libanotis
Dianthus libanotis là loài thực vật có hoa thuộc họ Cẩm chướng. Loài này được Labill. mô tả khoa học đầu tiên năm 1791.